# Длиннохвостые скворцы
Длиннохвостые скворцы (лат. Onychognathus) — род воробьиных птиц из семейства скворцовых (Sturnidae).
Распространены в Африке, а один из видов (Onychognathus tristramii) встречается также на Ближнем Востоке.

## Описание
Длиннохвостые скворцы достигают длины 29—40 см и массы от 73 до 160 г. По внешнему облику все виды очень похожи и характеризуются рыжеватыми первостепенными маховыми перьями, особенно заметными в полёте. Самцы, как правило, в основном глянцево-чёрные, а у самок голова светло- или тёмно-серого цвета.

## Классификация
Род введён немецким врачом и орнитологом Карлом Хартлаубом (нем. Karel Johan Gustav Hartlaub, 1814—1900) в 1849 году; типовым видом назначен каштановокрылый длиннохвостый скворец.
Родовое название представляет собой комбинацию др.-греч. ὄνυξ — «коготь» и др.-греч. γνάθος — «челюсть».
В состав рода включают 11 видов:
- Onychognathus morio (Linnaeus, 1766) — Краснокрылый длиннохвостый скворец
- Onychognathus tenuirostris — Тонкоклювый длиннохвостый скворец
- Onychognathus fulgidus — Каштановокрылый длиннохвостый скворец
- Onychognathus walleri — Уоллеров длиннохвостый скворец
- Onychognathus blythii — Сомалийский длиннохвостый скворец
- Onychognathus frater — Сокотранский длиннохвостый скворец
- Onychognathus tristramii (Sclater, 1858) — Тристрамов длиннохвостый скворец
- Onychognathus nabouroup — Бледнокрылый длиннохвостый скворец
- Onychognathus salvadorii (Sharpe, 1891) — Шлемоносный длиннохвостый скворец
- Onychognathus albirostris — Белоклювый длиннохвостый скворец
- Onychognathus neumanni (Alexander, 1908)